# 덜거머리
덜거머리는 경기도 화성시 우정읍 국화리 산51번지에 위치한 무인도로, 면적은 786m2이다. 입파도의 북쪽에 있으며, 육지와는 약 21.8km 떨어져 있다.

## 지리
작은 바위섬으로, 등대가 설치되어 있다. 규암이 풍화 및 침식에 견뎌서 남은 섬으로 보인다.
2008년의 조사에서 식물은 사철쑥만이 확인되었다. 무척추동물의 경우 고랑따개비와 굴이 우점종이다. 그 밖에 해조류는 발견되지 않았다.